# Sinupetraliella gigantea
Sinupetraliella gigantea är en mossdjursart som först beskrevs av Ferdinand Canu och Ray Smith Bassler 1929.  Sinupetraliella gigantea ingår i släktet Sinupetraliella och familjen Petraliellidae. Inga underarter finns listade i Catalogue of Life.